# Parafia Podwyższenia Krzyża Świętego w Dobranowicach
Parafia Podwyższenia Krzyża Świętego w Dobranowicach – parafia rzymskokatolicka, znajdująca się w diecezji kieleckiej, w dekanacie proszowickim.